# Kieuwzeef

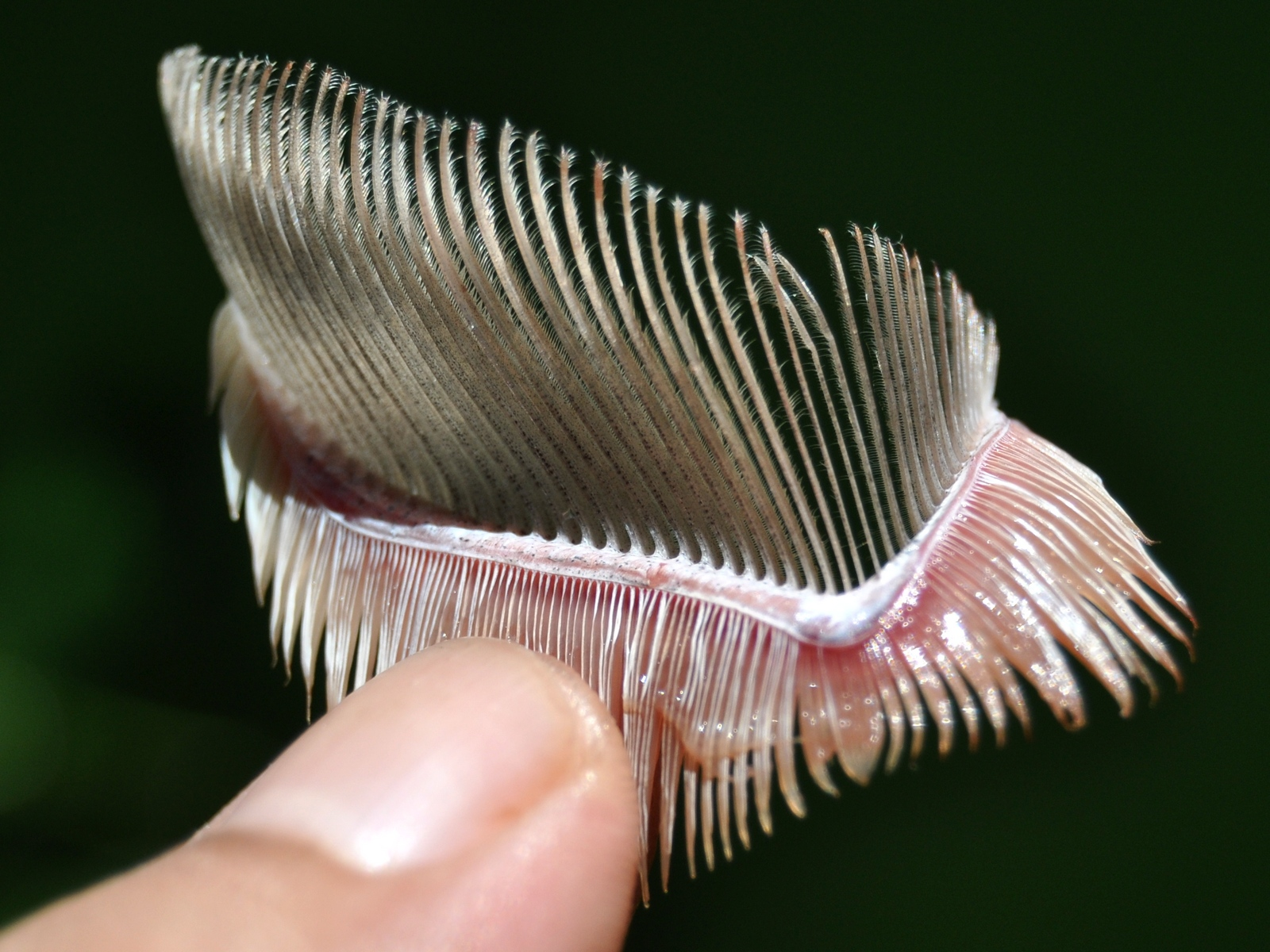
Kieuwzeef van een Indische makreel

Een kieuwzeef is een geheel van kieuwstekels dat moet verhinderen dat voedseldeeltjes tussen de tere kieuwblaadjes van een vis geraken. In plaats daarvan worden zij naar het darmstelsel van de vis geleid.
Roofvissen die van grotere prooien leven hebben dit verslikkingsprobleem minder en zij hebben dan ook minuscule kieuwstekels.
Bij vissen die van plankton leven, is er vaak een groot aantal kieuwstekels van aanzienlijk formaat die de vis in staat stellen de kieuwzeef te gebruiken om hun voedsel uit het water te zeven. Een goed voorbeeld daarvan is de Arctische houting, die er zo'n 51 heeft. Nog extremer is de brasem. Bij deze vis zijn er zelfs speciale spiertjes die de vis in staat stellen de maasgrootte van de kieuwzeef aan te passen. Daardoor kan de vis uitstekend in troebel water gedijen.